# Hazit Datit Toratit
Die Chasit Datit Toratit (hebräisch חֲזִית דָּתִית תּוֹרָתִית Chasīt Datīt Tōratīt, deutsch ‚Religiöse Torahtreue Front‘, in Sprachen ohne den Laut ch (IPA χ) auch Hasit) war ein Wahlbündnis in Israel zwischen den Parteien Agudat Jisra’el und Poʿalej Agudat Jisra’el, das zu den Wahlen der Knesset in den Jahren 1955, 1959 und 1973 angetreten war.
Bei seinem ersten gemeinsamen Wahlantritt erreichte das Wahlbündnis 4,7 Prozent der Stimmen und damit sechs Sitze in der Dritten Knesset. Bei den vorherigen Wahlen 1951 zur Zweiten Knesset hatte ihr prozentualer Stimmenanteil zusammengerechnet 3,6 Prozent und somit fünf Sitze betragen. Trotz dieses Erfolges wurde das Wahlbündnis nicht an der Siebten und Achten Regierungskoalition beteiligt. Während der 3. Legislaturperiode der Knesset änderte das Wahlbündnis seinen Namen in Agudat Jisra’el - Poalei Agudat Jisra’el.
Zu den Wahlen 1959 trat das Wahlbündnis wieder unter dem Namen Religiöse Torahtreue Front an und erreichten wiederum 4,7 Prozent der Stimmen und somit sechs Sitze in der Vierten Knesset. Aufgrund von Meinungsverschiedenheiten spaltete sich das Wahlbündnis während der 4. Legislaturperiode wieder in die beiden Parteien auf, vier Knesset-Mandate verblieben bei Agudat Jisra’el und zwei bei Poalei Agudat Jisra’el. Zur Wahl 1961 traten beide Parteien getrennt an.
An den Wahlen 1973 schlossen sich beide Parteien wieder zum Wahlbündnis Religiöse Torahtreue Front zusammen. Das Wahlbündnis erreichte 3,8 Prozent der Stimmen und erlangte somit fünf Sitze in der Achten Knesset. Die Religiöse Torahtreue Front wurde bei dieser Wahl die viertstärkste Fraktion. Die stärkste Fraktion war Ha-Maʿarach mit 51 Sitzen, gefolgt von Likkud mit 39 und der Nationalreligiösen Partei mit 10 Sitzen.
Am 14. Dezember 1976 brachte die Religiöse Torahtreue Front einen Misstrauensantrag gegen die Regierung Jitzchak Rabin ein. Grundlage für den Misstrauensantrag war die Abfertigung von neuangelieferten F-15 am 11. Dezember 1976, die auf einen Sabbat fiel. Der Misstrauensantrag wurde auch durch die an der Regierung beteiligte Nationalreligiöse Partei unterstützt, was im weiteren Verlauf zu einer Auflösung der Regierungskoalition mit der Ha-Maʿarach führte.

## Abgeordnete in der Knesset
| Knesset (Anzahl Mandate) | Abgeordnete der Knesset                                                                           | Anmerkungen                                             |
| ------------------------ | ------------------------------------------------------------------------------------------------- | ------------------------------------------------------- |
| Dritte (6)               | Zalman Ben-Ya'akov, Kalman Kahana, Jakob Katz, Jitzhak-Meir Levin, Shlomo Lorincz, Benjamin Mintz |                                                         |
| Vierte (6)               | Kalman Kahana, Jakob Katz, Jitzchak-Meir Levin, Schlomo Lorincz, Benjamin Mintz, Menachem Porusch |                                                         |
| Achte (5)                | Jehuda-Meir Abramowicz, Kalman Kahana, Schlomo Lorincz, Menachem Porusch, Avraham Verdiger        | Menachem Porusch wurde durch Shlomo-Jacob Gross ersetzt |